# 日本テレワーク
日本テレワーク株式会社（にほんテレワーク、英名：JAPAN TELEVISION WORKSHOP CO.,LTD.）は、1976年から2011年にかけて存在したテレビ番組の制作プロダクション、CMやビデオの制作を手がけた企業。

## 概要
1976年（昭和51年）8月20日、社内プロダクション制度が敷かれたフジテレビで「ひらけ!ポンキッキ」と「第3の目」を担当していた制作担当社員ら17名が独立して設立した。担当した番組はそのままフジテレビから日本テレワークに制作が委託され、初代の社長にはフジテレビ編成局長だった武田信敬が就任した。
フジサンケイグループの関連企業で、1998年当時の株主構成はフジテレビが1万5千株の筆頭株主、ついで1万4千株のフジサンケイリビングサービス、同じく1万4千株の野田宏一郎という順だった。フジテレビ代表取締役社長を務めた村上光一も取締役として在籍したことがあるなどフジテレビとの関係は強かった。主要株主で創立時からの中心メンバーだった野田もフジテレビ出身である。
初代社長の武田の死去により1984年から野田が2代目社長となって2003年まで務めた。SF作家、翻訳家の野田昌宏としての顔も持つ野田との関係で、SF作家の小松左京、地球物理学者の竹内均が設立と同時に顧問に就任した。竹内が編集長を務めた科学雑誌「ニュートン」のテレビ版「ニュートン・スペシャル」などの科学番組を制作しており、初期の日本テレワークの特色としてきた。科学番組の他には生活情報番組が柱で、食モノや旅行モノといった路線があった。
1990年代には、フジテレビ系列の「カノッサの屈辱」「料理の鉄人」「ハンマープライス」といったケレン味あふれる作品群で人気を博した。
2003年には野田が社長から退任し、古矢直義が三代目社長となった。
しかし2005年（平成17年）以降、同社が制作担当した番組におけるやらせ・捏造問題が相次いで発覚し、2007年（平成19年）1月には当時の社長の引責辞任にまで発展していった。
この影響で番組制作の受注が落ち込んだため、同年7月初めに全額出資子会社のネクステップを設立し、番組制作事業や110人の従業員の大半はこの新会社に移した。日本テレワークは2011年（平成23年）12月1日、ネクステップに吸収合併されており、これはいわゆる看板の掛け替えでもあった。

## やらせ・捏造問題
晩年の同社ではコンプライアンスを軽視した番組制作がたびたび行われ、その後に常習的なやらせ・捏造の発覚により番組自体が打ち切られた例が多く出た。

### 「教えて!ウルトラ実験隊」における問題
テレビ東京系列で放送された「教えて!ウルトラ実験隊」では、花粉症対策を扱った2005年（平成17年）1月25日放送分で花粉症の最新治療法「舌下減感作療法」での臨床実験で事実を歪曲して虚偽の臨床結果を放送したことが発覚し、番組が打ち切られた。

### 「発掘!あるある大事典」における問題

#### 概要
日本テレワークが制作を請け負っていた関西テレビ制作、FNS系列で放送されていた「発掘!あるある大事典II」では、2007年（平成19年）1月7日放送分「食べてヤセる!!!　食材Xの新事実」で取り上げられた納豆ダイエットにおいて、実際には行っていない実験結果や大学教授の翻訳コメントなどを改ざん、内容を捏造して放送し、納豆にダイエット効果が見られるような内容を放送したことが発覚した。関西テレビでは同放送の内容捏造を認め、2007年1月21日分（以降）の放送を休止し関西テレビのアナウンサーによる説明と謝罪を冒頭5分間放送した。これに続いて、フジテレビ・関西テレビ共同制作の「スタ☆メン」を拡大して放送した。また、30年来この枠の単独スポンサーだった花王がスポンサー撤退を表明し番組も打ち切りとなった。
さらに同じく「発掘!あるある大事典」にて1998年（平成10年）10月25日放送のレタスの催眠作用を探った番組においても、マウスを用いた実験結果を捏造していたことが明らかになったほか、2006年（平成18年）2月19日に放送された「衝撃! 味噌汁でヤセる?!」では、発酵した大豆を研究しているアメリカ人学者の発言を捏造していた疑いが極めて濃いことが朝日新聞（2007年1月29日）で報道された。
2007年1月22日になって、日本テレワークのウェブサイトの内容がこの件に対する「お詫び」の謝罪文のみのページに差し替えられ「必要な企業広報のみ掲載いたします」としながら、所在地や電話番号・メールアドレスなど基本的な企業情報を含む一切のコンテンツが閲覧不可能となった（現在はサイト自体閉鎖）。
そして問題発覚当時の社長・古矢直義、及び当時の専務・古賀憲一がこの捏造事件の件で役職を辞任し、代表取締役から代表権のない取締役へ降格した。その後、同年3月31日付けで両者とも取締役の職も辞任した。

#### 影響
これに伴い、2007年1月31日限りで加盟していた全日本テレビ番組製作社連盟（ATP）から退会する事を発表した。
この影響でフジテレビは、日本テレワークが製作していたこたえてちょーだい!、ひるこた!〜昼もこたえてちょーだい!〜、クイズ$ミリオネアを同年3月限りで終了した。しかしフジテレビ側は「視聴率低迷が打ち切り理由で、捏造問題とは関係ありません」とコメントしている。
その他、2006年12月12日に放送された「カスペ! 『今、日本がおかしい!　現役ドクター大告発!』」では、偽の医師を雇い、あたかも医師が発言しているかのような内容を放送した疑いもある。

## 所属スタッフ・役員
※会社解散直前まで

### 役員
- 代表取締役社長 : 末冨明子
- 常務取締役 : 大島正（兼任 開発事業本部・本部長）
- 取締役：簾畑健治（兼任 制作本部・本部長）
- 取締役：松尾利彦（兼任 制作本部・副本部長）
- 取締役：上野修平（兼任 制作本部・副本部長）
- 取締役：村上光一（兼任 フジテレビジョン相談役）
- 取締役：小林正治
- 取締役：加藤友和
- 相談役：野田宏一郎（野田昌宏）

### 所属スタッフ
- 古矢直義（元社長／ゼネラルプロデューサー）
- 古賀憲一（元専務／チーフプロデューサー）

### 制作本部
- 簾畑健治（本部長／エグゼクティブプロデューサー）
- 松尾利彦（副本部長／エグゼクティブプロデューサー）
- 上野修平（副本部長／エグゼクティブプロデューサー）

#### 企画制作部
- 立浪貴司（ディレクター）

#### MD事業部
- 坂本健（プロデューサー）
- 鹿又泰宏（プロデューサー・演出）
- 天間俊一（プロデューサー）

### 開発事業本部
- 峯一郎（副部長／エグゼクティブプロデューサー）

#### 開発事業部
- 宝田留美子（プロデューサー・演出）

### 出身者
- 澤村武伺

## 関連会社
- JTW株式会社
- 株式会社ディ・コンプレックス